# Emmanuel de Martonne
Emmanuel de Martonne (Chabris 1 d'abril de 1873 - Sceaux 24 de juliol de 1955) va ser un geògraf francès.

## Biografia
Fill de l'arxiver Alfred de Martonne, estudià al liceu Ambroise-Paré de Laval on tingué com a condeixebles Carle Bahon i Francis Delaisi. Entrà a l'Escola normal superior el 1892 el mateix any que ho va ferAlbert Demangeon i seguí el curs de geografia de Paul Vidal de La Blache. El 1909 fou nomenat professor a la universitat de la Sorbona de París i el mateix any aparegué la seva obra Traité de géographie physique que tingué un gran èxit i el consagrà com un geògraf important. És molt conegut pels seus índexs d'evapotranspiració potencial i per ser el creador del terme endorreisme.
Participà en els treball de la Conferència de Pau de París de 1919 i va ser el president de la comissió que establí les noves fronteres de Polònia i Romania, propugnat un «principi de viabilitat» que no només tingués en compte els criteris ètnics sinó també els materials.
Presidí de 1931 a 1949 la Unió geogràfica internacional i va ser membre de l'Acadèmia de ciències de França.

## Publicacions
- Recherches sur l'évolution morphologique des Alpes de Transylvanie (Karpates meridionales), Paris, Delagrave, 1906.
- Traité de géographie physique : Climat, Hydrographie, Relief du sol, Biogéographie, Paris, Armand Colin, 1909 (reeditada).
- Choses vues en Bessarabie, Paris, 1919.
- Les régions géographiques de France, Paris, Flammarion, 1921.
- Abrégé de géographie physique, Paris, Armand Colin, 1922.
- Les Alpes, in Géographie générale, Librairie Armand Colin, Paris, édition 1926.
- Les Alpes, géographie générale, Paris, Armand Colin, 1931.
- Géographie universelle (dir. Vidal de la Blache, Gallois), tome IV : Europe centrale, Paris, Armand Colin, 1930, 1931.
- Géographie aérienne, Paris, Albin Michel, 1948.
- La découverte aérienne du monde (dir.), Horizons de France, 1948.
- Géographie universelle (dir. Vidal de la Blache, Gallois), tome VI : la France, avec Albert Demangeon : La France physique, Paris, Armand Colin, 1943.